# SGLT-2-Hemmer
SGLT-2-Hemmer (von „Sodium glucose linked transporter 2“, auch SGLT2i – „i“ für inhibitor) oder Gliflozine sind Arzneistoffe, die ursprünglich als Antidiabetika zur Behandlung des Diabetes mellitus Typ 2 entwickelt und zugelassen wurden. Zwischenzeitlich wurde die Zulassung für einen Teil der Vertreter um die Behandlung von Herzschwäche mit verminderter systolischer Pumpleistung sowie Niereninsuffizienz erweitert.

## Wirkstoffe und Zulassung
Als erstem Wirkstoff erteilte die Europäische Kommission am 12. November 2012 für Dapagliflozin die Arzneimittelzulassung (Handelsname: Forxiga). Mittlerweile ebenfalls zugelassen sind Ertugliflozin und Empagliflozin (Handelsname: Jardiance). Weitere Substanzen befinden sich in der fortgeschrittenen klinischen Prüfung oder sind in anderen Ländern (USA: Bexagliflozin, Japan: Ipragliflozin, Tofogliflozin) zugelassen.
Mit Bexagliflozin ist auch erstmals – bislang in den USA – ein orales Medikament zur Behandlung des Diabetes mellitus bei Katzen zugelassen, 2023 mit Velagliflozin auch eins in Europa. Bis dahin war bei Katzen (in schweren Fällen) immer eine Insulingabe notwendig.
In der Natur kommt mit Phlorizin ein SGLT-2-Hemmer in der Rinde von Obstbäumen vor.

## Wirkmechanismus
Die Rückresorption von Glucose in den Nierenkanälchen wird gehemmt.
SGLT-2 (sodium-glucose linked transporter 2) ist ein sekundär aktives Carrier-Protein, das in der Niere im proximalen Tubulus aus dem Primärharn etwa 80 bis 90 % der Glucose sowie Natrium resorbiert. Der durch die Natrium-Kalium-ATPase aufgebaute Natriumgradient stellt hierbei die treibende Kraft für die Glucoseresorption dar. Ist dieser Transporter aufgrund einer erblichen Störung nicht funktionsfähig, finden sich bei betroffenen Personen hohe Glucosewerte im Urin, ohne dass diese durch einen hohen Blutglucosepiegel verursacht würde (renale Glukosurie).
Dies machen sich die SGLT-2-Hemmer zunutze, indem sie den Effekt nachahmen und den renalen natriumabhängigen Glucosetransporter Typ 2 (SGLT-2) in den Nierenkanälchen hemmen. Die Funktion besteht darin, dass sie die konzentrationsabhängige Harnausscheidung von Glucose fördern. Dies führt sowohl zu einer Senkung der Blutzuckerkonzentration als auch zu einem Kalorienverlust. Der Glucoseverlust beträgt 50–100 g pro Tag, was beim Mann etwa der halben Menge der aufgenommenen Glucose und 200 bis 400 kcal entspricht und auch zu einer Abnahme des Unterhaut- und Bauchfetts führt. Der Mechanismus der Blutzuckersenkung ist unabhängig von Insulinwirkung und -ausschüttung sowie von einer Insulinresistenz oder einer mangelnden Insulinproduktion durch die Betazellen der Bauchspeicheldrüse.
Außerdem existiert in der Niere auch der SGLT1-Transporter (im distalen Teil des proximalen Tubulus), der im Vergleich zum SGLT2-Transporter eine größere Affinität zu Glucose aufweist und für etwa 10 bis 20 % der Glucoserückresorption verantwortlich ist. Daher kommt es trotz Einsatz von SGLT-2-Hemmern zur Resorption von Glucose. Da SGLT1 zwei Natriumionen im Symport mit Glucose transportiert, ist der Energieaufwand für diese Rückresorption deutlich höher. Außerdem ist hierdurch erklärbar, warum zum einen die Hemmung des SGLT2 selten zu einer Hypoglykämie (Unterzuckerung) führt und es zum anderen trotz Hemmung der Natriumrückresorption nicht zu einer Störung des Elektrolythaushaltes kommt.

## Anwendung
Entsprechende Medikamente werden oral eingenommen und sowohl als Monotherapie oder in Kombination mit anderen Antidiabetika eingesetzt. Bei gleichzeitiger Insulintherapie muss die Insulindosis reduziert und die Glucosekonzentration engmaschig überwacht werden. Hier besteht das Risiko einer Unterzuckerung und bei Verminderung der Insulindosis unter der Therapie das einer Ketoazidose (siehe unten).

## Herzinsuffizienz und Niereninsuffizienz
Ohne pathophysiologische oder pharmakologische Erklärungen zum Wirkmechanismus gibt es seit 2021 neue Therapieansätze für die Herzinsuffizienz und Niereninsuffizienz bei Typ-2-Diabetes. Verbesserungen der Glomerulären Filtrationsrate (GFR) und des Herzzeitvolumens (HZV) wurden dabei jedoch nicht beobachtet. Untersucht und teilweise auch zugelassen wurden mehrere SGLT-2-Hemmer.

## Klassenspezifische unerwünschte Arzneimittelwirkungen

### Ketoazidose
Als unerwünschte Arzneimittelwirkung können SGLT-2-Hemmer in seltenen Fällen eine Ketoazidose auslösen, welche normalerweise bei sehr hohen Blutzuckerspiegeln auftritt, bei SGLT-2-Hemmern jedoch auch bei normalen Blutzuckerspiegeln auftreten kann. Bei Symptomen einer Ketoazidose wie Übelkeit, Erbrechen, Bauchschmerzen oder Dyspnoe sollte bei Patienten mit SGLT-2-Hemmern eine Untersuchung auf Ketonkörper in Blut oder Urin erfolgen, da eine Ketoazidose unbehandelt tödlich verlaufen kann.
Als Mechanismus wird eine durch den fallenden Blutzuckerspiegel ausgelöste verminderte Insulinproduktion und eine sowohl parakrin als auch direkt erhöhte Glucagon-Sekretion verantwortlich gemacht. Glucagon fördert die Bildung von Kisspeptin-1 in der Leber, was zu einer weiteren Unterdrückung der Insulinabgabe führt. Der Abfall der Plasmakonzentrationen von Insulin und Glucose führt zu einer gesteigerten Lipolyse und einem Wechsel der Energiegewinnung in Richtung Fettverbrennung. Das bei der β-Oxidation freiwerdende Acetyl-Coenzym A wird in der Leber zu Ketokörpern umgewandelt. Innerhalb von zwei Wochen nach Behandlungsbeginn kommt es zu einem deutlichen Anstieg der Ketokörperkonzentration um bis das Vierfache, dennoch bleibt die Ketoazidose ein seltenes Ereignis. Vermutlich ist die vorhandene Insulinbildungsreserve für individuelle Ketoazidose-Risiko verantwortlich, da Patienten mit niedrigem Insulinspiegel (sowohl nüchtern als auch nach dem Essen) die höchsten Konzentrationen des Ketokörpers 3-Hydroxybuttersäure haben.
Ein weiterer Faktor ist der reduzierte ATP-Verbrauch durch die gehemmte Na+-K+-ATPase-Pumpe und die gesteigerte Produktion von ATP aus der β-Oxidation im proximalen Tubulus. Dies vermindert die Aktivität anderer ATP-erzeugender Stoffwechselwege, insbesondere die Ammonium-Bildung und -Aufnahme sowie die Oxidation gefilterter Ketonkörper. Dadurch kommt es zu einem Verlust von Ketokörpern als Natrium- oder Kaliumsalz, was einen indirekten Verlust von Hydrogencarbonaten und damit eine metabolische Azidose bei gesteigerter Ketokörperbildung verursacht.
Die Ketoazidose ist ein seltenes Ereignis im Rahmen einer Behandlung mit SGLT-2-Hemmern. Ein gesteigertes Risiko besteht, wenn bei gleichzeitiger Insulinbehandlung die Insulindosis vermindert wird, wenn SGLT-2-Hemmer off-label bei einem Typ-1-Diabetes (absoluter Insulinmangel) eingesetzt werden, bei LADA sowie länger bestehendem Typ2-Diabetes, bei dem das Risiko einer β-Zell-Zerstörung besteht. Wenn die Kohlenhydrataufnahme stark reduziert wird, wie bei einer ketogenen Diät, oder bei sehr schlanken Menschen ist das Risiko ebenfalls deutlich erhöht, darüber hinaus bei Stress infolge chirurgischer Eingriffe, Trauma und hinzukommenden Krankheiten wie beispielsweise einer Magen-Darm-Entzündung wenn Essen und Trinken eingeschränkt sind. Im Oktober 2019 hat die Arzneimittelkommission der deutschen Ärzteschaft erneut darauf hingewiesen, dass die Behandlung mit SGLT-2-Inhibitoren (Gliflozinen) unterbrochen werden soll, wenn Patienten aufgrund eines größeren chirurgischen Eingriffs oder einer akuten schweren Erkrankung hospitalisiert werden. Die Einnahme von SGLT-2-Hemmern sollte drei Tage vor einem geplanten Eingriff unterbrochen werden. Dabei ist zu beachten, dass die Arzneiwirkungen bis zu 10 Tage nach dem Absetzen anhalten können. Es gibt sogar Berichte, dass eine Ketoazidose 14 Tage nach dem Absetzen auftrat. Weitere Risikofaktoren sind eine Entziehungskur wegen Alkoholkrankheit oder eine Vergiftung mit Salicylsäure, da dies mit gesteigerter Lipolyse und verminderten Insulin-Glucagon-Verhältnis einhergeht. Der Einsatz von Glucocorticoiden verstärkt die Insulinresistenz und erhöht das Ketoazidoserisiko. Frauen haben ebenfalls ein erhöhtes Risiko, weil sie stärker Fettsäuren oxidieren und Estrogene die hormonsensitive Lipase in Fettzellen verstärken. Diabetes-Patienten, die SGLT2-Hemmer einnehmen, haben möglicherweise ein erhöhtes Risiko für einen potenziell tödlichen Zustand durch eine akute Ketoazidose, wenn sie sich mit COVID-19 infiziert haben.
Zur Vorbeugung sollten Patienten unter der Therapie keine Mahlzeiten oder Insulingaben ausfallen lassen. Bei Erbrechen und Durchfall und bei fehlender Möglichkeit zur Nahrungs- und Flüssigkeitsaufnahme sollten sie die Einnahme des Wirkstoffs unterbrechen. Nach Möglichkeit sollten sie bei Verdacht die Ketokörperkonzentratiion im Urin mittels Urinteststreifen bestimmen und bei Vorhandensein von Ketokörpern in schnellwirksames Insulin und 30 g Kohlenhydrate zu sich nehmen.

### Weitere Nebenwirkungen
Die Therapie mit SGLT-2-Hemmern führt gehäuft zu Infektionen im Genitalbereich, d. h. Vulvovaginitis bei der Frau bzw. Balanitis beim Mann. In den meisten Fällen ist dafür eine Infektion mit dem Pilz Candida albicans die Ursache. Es wird davon ausgegangen, dass die mit der Therapie verbundene Glucoseausscheidung die Ansiedlung von Hefepilzen auf den Genitalschleimhäuten begünstigt.
Selten kann es zum Auftreten einer Fournier-Gangrän bei Männern und auch bei Frauen kommen.